# Mathilda Karlsson
Mathilda Thanuja Karlsson (née le 27 septembre 1984 à Kandy) est une cavalière suédoise et srilankaise de saut d’obstacles.

## Biographie
Mathilda est adoptée à l'âge de trois mois par ses parents suédois de Kristianstad. Elle grandit en Suède, elle commence à monter à cheval à 6 ans.
Décidée à devenir cavalière professionnelle, elle rejoint, dans le cadre d'un stage de dix semaines à l'étranger, les écuries de Breitenburg. Elle rencontre l'entrepreneur boulanger et éleveur de chevaux Holstein Manfred von Allwörden, qui avait repris le Grönwohldhof à Grönwohld début 2012. Ils forment un couple. Elle s'installe à Hambourg, en Allemagne, où elle dirige et gère l'entreprise équestre avec Manfred von Allwohrden. Le centre équestre brûle complètement en mai 2020, deux chevaux meurent dans l'incendie. 26 chevaux, dont les chevaux de compétition de Mathilda Karlsson, sont sauvés.

## Carrière
Mathilda Karlsson découvre la compétition internationale dans quelques épreuves du Global Champions Tour en 2017.
Elle découvre le Sri Lanka lors de vacances en 2017 et sent qu'elle doit faire quelque chose pour son pays natal, dont elle a conservé la nationalité. Elle décide de concourir pour le Sri Lanka en 2018 et devient la première cavalière de saut d’obstacles sri-lankaise. Grâce au mécénat d'un entrepreneur immobilier de Hambourg, elle prend part au Global Champions Tour en 2019.
Au 31 décembre 2019, le Sri Lanka obtient une place de départ individuelle aux Jeux olympiques d'été de Tokyo grâce aux résultats de Mathilda Karlsson, principalement lors de trois tournois à Villeneuve-Loubet dans le mois. En raison de la nature de la compétition, très peu de coureurs ont participé à ces tournois. La Fédération équestre internationale a vérifié les tournois et constaté qu'à chacun de ces tournois deux épreuves avaient été ajoutées après la date limite d'inscription, qui comptait pour le classement olympique. Bien que la FEI ait initialement approuvé le changement de calendrier, elle déclare les tournois supplémentaires inadmissibles en vertu des règles de la FEI et les annule. En conséquence, Karlsson perd des points dans la liste de classement et Hong Kong, qui est désormais mieux placé, reçoit la qualification. La décision de la suppression des points est annulée par le Tribunal arbitral du sport. Karlsson récupère ses points de classement et la place olympique du groupe G (Asie du Sud-Est et Océanie) revient au Sri Lanka. Comme le Sri Lanka n'a pas d'autre cavalier de saut d'obstacles actif au niveau international, Karlsson est nommée et est la première cavalière sri-lankaise aux Jeux Olympiques.
Elle participe à l'épreuve individuelle de saut d'obstacles. Elle est disqualifiée lors du premier tour en raison de deux refus de son cheval, Chopin VA.